# Sansoulat
El Sansoulat es un cono volcánico de la comuna de Bordes, en el departamento de los Pirineos Atlánticos, en Francia. También es llamado como el volcán Lherz. Sus coordenadas son 43.192037° 0.208257°

## Aspecto
Es un antiguo cono volcánico derruido. Tiene forma de guante de béisbol.

## Vulcanismo
El volcán está compuesto de basalto alcalino y de xenolitos.

## Alrededores
El volcán está integrado en la región de Ariège, considerado un lugar turístico para muchas actividades como el parapente. 